# Kapamaryllis
Kapamaryllis, Amaryllis belladonna är en amaryllisväxtart som beskrevs av Carl von Linné. Amaryllis belladonna ingår i Kapamaryllissläktet och familjen amaryllisväxter. Inga underarter finns listade i Catalogue of Life.

## Bildgalleri

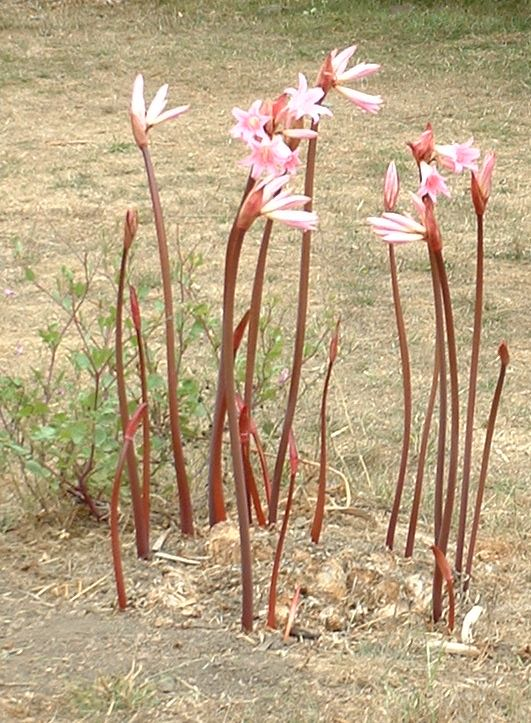
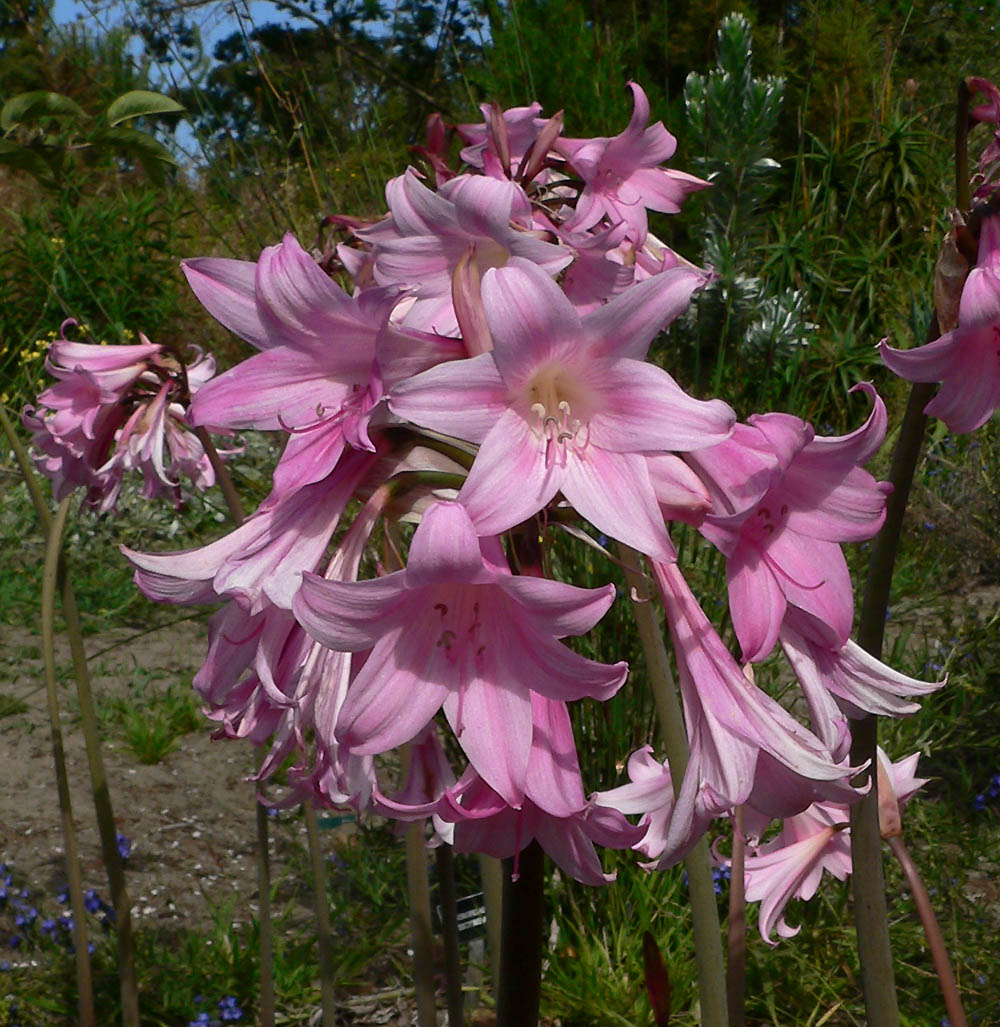
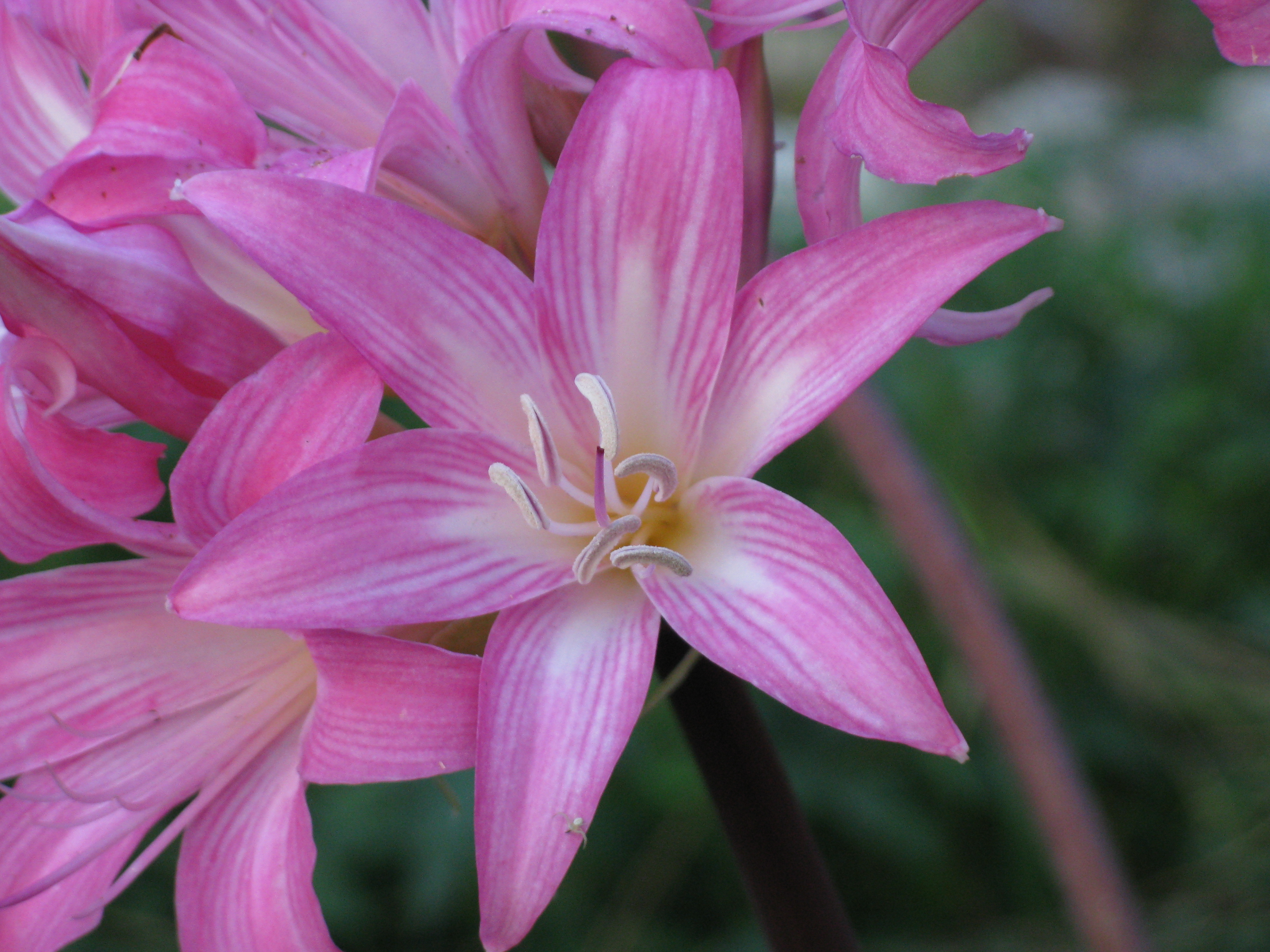
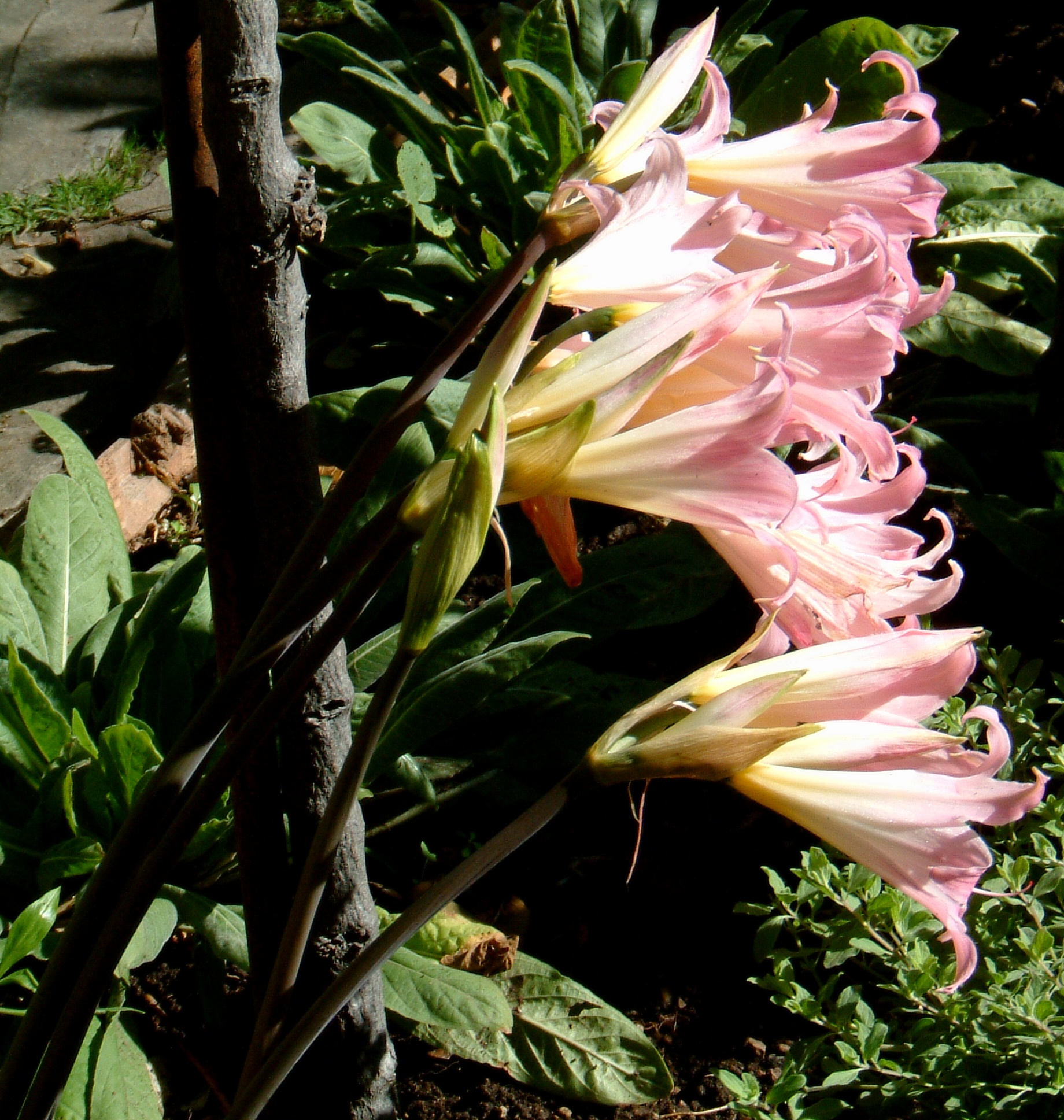
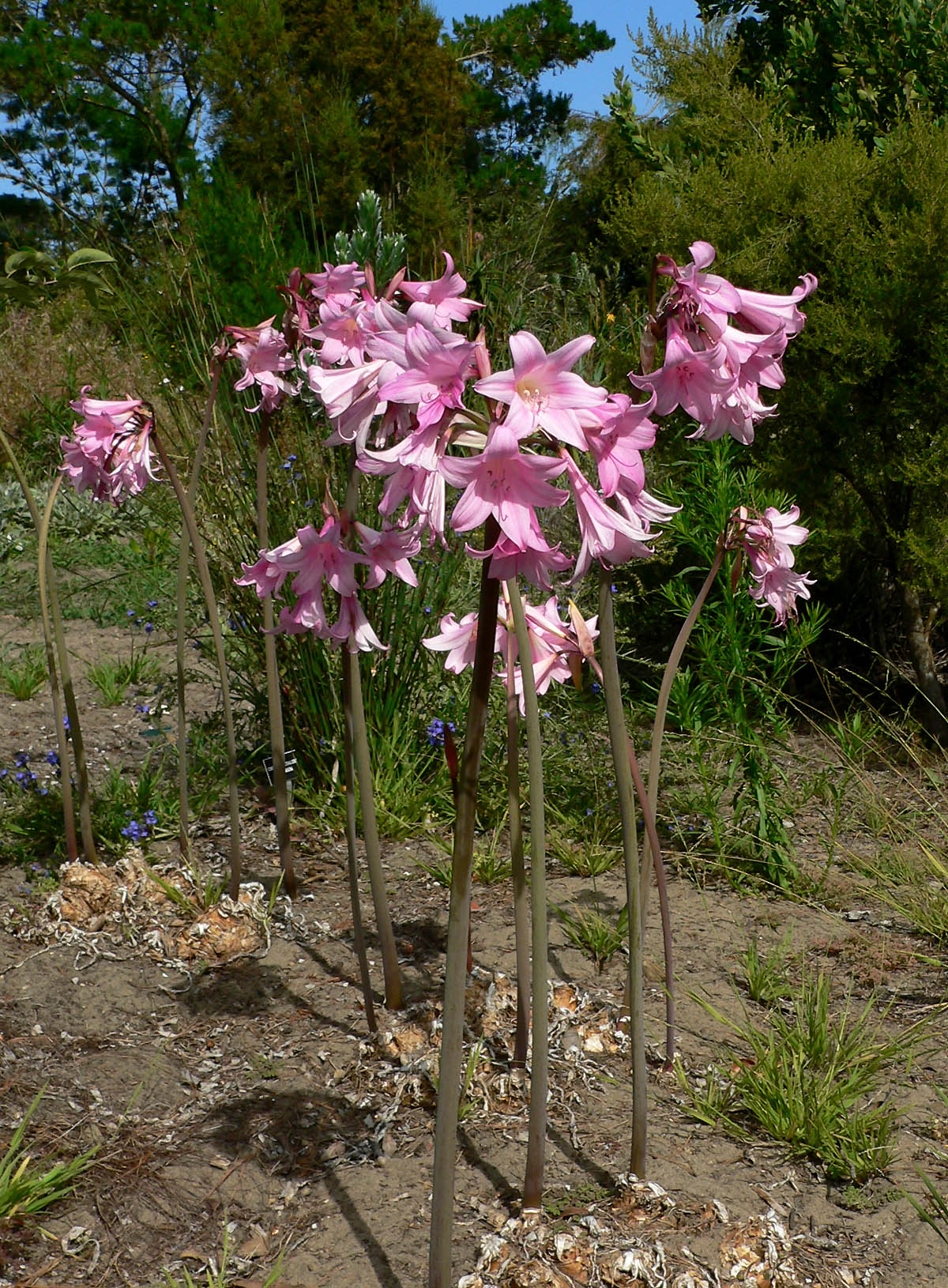
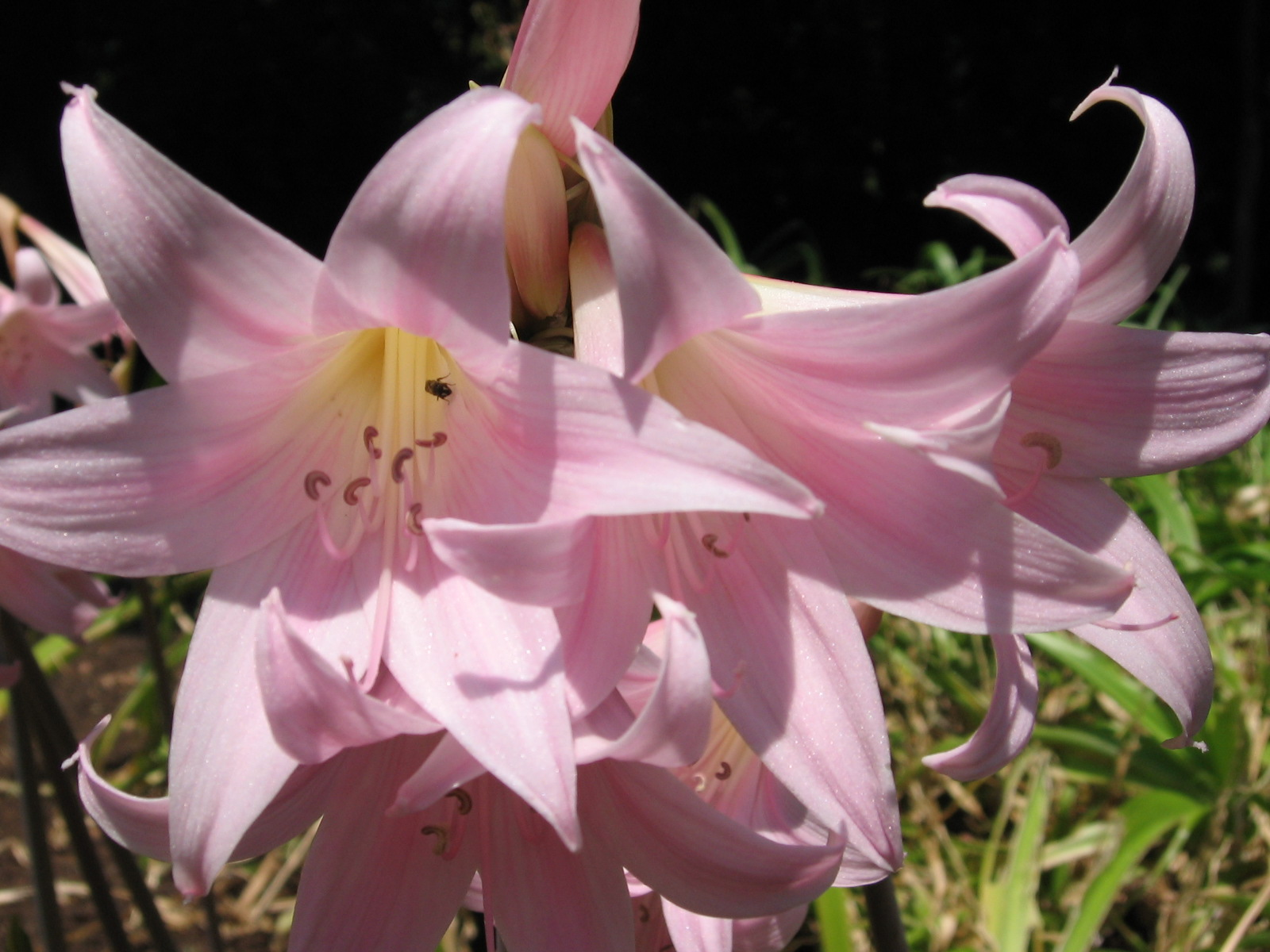